# Attersee am Attersee
Attersee am Attersee je obec v rakouské spolkové zemi Horní Rakousy, v okrese Vöcklabruck. Leží na břehu Atterského jezera.
K 1. lednu 2023 zde žilo 1 634 obyvatel.